# Prelog
Prelog è una città della Croazia di 7 871 abitanti della Regione del Međimurje.